# Elene Gedevanishvili
Elene Gedevanishvili, née le 7 janvier 1990 à Tbilissi, est une patineuse artistique géorgienne. Elle est double médaillée de bronze aux championnats d'Europe (2010 et 2012).

## Biographie

### Vie personnelle
Le frère cadet de Elene, Dmitri Gedevanishvili, est un skieur alpin et représente la Russie.
Elene a reçu l'Ordre d'honneur du président de la Géorgie, Mikheil Saakachvili, pour ses accomplissements en tant qu'athlète et en reconnaissance de son traitement en Russie.

### Carrière sportive

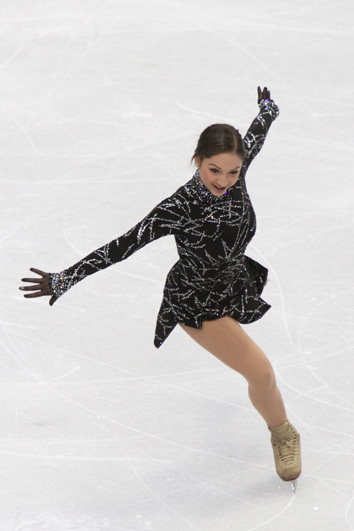
Elene Gedevanishvili aux Jeux olympiques de 2010

Par le passé, Gedevanishvili s'est entraînée au CSKA Moscow avec Elena Buianova et Tatiana Tarasova. Lors du Grand Prix junior 2005-2006 en Estonie, elle est devenue la première patineuse géorgienne à remporter une épreuve du Grand Prix junior.
Elle fit ses débuts au niveau senior lors des championnats d'Europe 2006 où elle termina 5e. Peu de temps après, aux Jeux olympiques de Turin, elle se classe 10e, après avoir obtenu la 6e place du programme court.
En novembre 2006, Gedevanishvili dut quitter Moscou, lors que le visa de sa mère fut révoqué. Peu de temps après, elle a contracté une forme de coqueluche qui ne fut pas diagnostiqué avant plusieurs mois. Elene déclara forfait de ses compétitions du Grand Prix. Elle déménagea à Wayne au New Jersey pour s'entraîner avec Galina Zmievskaya, l'ancienne entraîneuse de la médaillée d'or olympique 1994 Oksana Baiul. Toutefois, Gedevanishvili quitta Zmievskaya en avril 2007 à la suite d'un conflit de personnalité. Elle déménagea donc au Ice House Arena à Hackensack, toujours au New Jersey, pour travailler avec Roman Serov et Viktor Kudriavtsev. Peu après les championnats d'Europe 2009, Elena changea à nouveau d'entraîneuse pour se joindre à Robin Wagner, qui fut l'entraîneuse de la médaillée d'or olympique 2002 Sarah Hughes. Finalement, Gedevanishvili s'est tourné vers la championne du monde 1982, Elaine Zayak pour l'entraînement.
Elene est capable d'exécuter la pirouette Biellmann double avec un changement de pied.

## Palmarès
| Compétition                         | 2002    | 2003    | 2004    | 2005    | 2006    | 2007    | 2008    | 2009    | 2010    | 2011    | 2012    | 2013    | 2014    | 2015    |
| Jeux olympiques d'hiver             |         |         |         |         | 10e     |         |         |         | 14e     |         |         |         | 19e     |         |
| Championnats du monde               |         |         |         |         | 14e     | 17e     | 20e     | 10e     | 18e     | 10e     | 10e     | 29e     | F       | 22e     |
| Championnats d’Europe               |         |         |         |         | 5e      | 8e      | 7e      | 25e     | 3e      | 8e      | 3e      | 14e     | 10e     | 23e     |
| Championnats de Géorgie             | 4e      | 1re     |         |         |         |         |         |         |         |         |         |         |         |         |
| Championnats du monde juniors       |         |         | 12e     | 5e      |         |         |         | 6e      |         |         |         |         |         |         |
|                                     |         |         |         |         |         |         |         |         |         |         |         |         |         |         |
| Grand Prix ISU                      | 2001/02 | 2002/03 | 2003/04 | 2004/05 | 2005/06 | 2006/07 | 2007/08 | 2008/09 | 2009/10 | 2010/11 | 2011/12 | 2012/13 | 2013/14 | 2014/15 |
| Skate America                       |         |         |         |         |         |         | 6e      |         | 6e      | 7e      | 7e      |         | 9e      | 7e      |
| Skate Canada                        |         |         |         |         |         |         |         |         |         |         |         | 5e      |         |         |
| Coupe de Chine                      |         |         |         |         |         | F       |         |         |         |         |         |         |         |         |
| Trophée de France                   |         |         |         |         |         |         |         | 7e      | 7e      |         |         |         |         |         |
| Trophée NHK                         |         |         |         |         |         |         | 8e      |         |         | 6e      | 5e      | 6e      | 9e      | 10e     |
| Légende : F = Forfait ; A = Abandon |         |         |         |         |         |         |         |         |         |         |         |         |         |         |